# Stony Skunk
Gli Stony Skunk (스토니 스컹크?, Seutoni seukeongkeuLR) sono stati un gruppo musicale sudcoreano, formatosi nel 2003 e scioltosi nel 2010, tra i pionieri del genere reggae in Corea.

## Storia
Composti dagli amici d'infanzia Skul1 e S-kush, gli Stony Skunk sono stati il primo duo coreano specializzato in reggae hip hop. Attivi per sei anni sulla scena underground, nel 2003 hanno firmato con l'etichetta Sniper Sound e pubblicato il loro album di debutto omonimo. Nel 2005 sono stati scritturati dalla YG Entertainment, sotto la quale è uscita la loro seconda opera Ragga Muffin, un disco di genere hip hop giamaicano che non ha avuto successo in Corea. Hanno ottenuto il riconoscimento del pubblico con il loro quarto e ultimo disco, More Fyah, pubblicato nel 2007, dopodiché hanno preso due anni di pausa a causa del servizio militare obbligatorio di Skul1, sciogliendosi nel 2010 alla scadenza del loro contratto con l'agenzia. S-kush è rimasto alla YG Entertainment come produttore R&B, mentre Skul1 ha fondato l'etichetta Lion Records e perseguito una carriera solista.

## Formazione
- Skul1 – voce (2003-2010)
- S-kush – rap (2003-2010)

## Discografia
- 2003 – Stony Skunk
- 2005 – Ragga Muffin
- 2006 – Skunk Riddim
- 2007 – More Fyah